# Stazione di Bari Macchie
La stazione di Bari Macchie è una fermata ferroviaria a servizio del quartiere Palese-Macchie, posta sulla linea ferrovia Bari-Barletta, gestita dalla società Ferrotramviaria.

## Movimento
La fermata è servita dai treni regionali in servizio sulla linea denominata FR 1 delle ferrovie del Nord Barese.